# Президентские выборы в Литве (1993)
Президентские выборы в Литве 1993 года прошли 14 февраля. Это были первые в истории Литвы всеобщие президентские выборы, прошедшие в соответствии с новой Конституцией, принятой на референдуме в октябре 1992 года. На пост главы государства претендовали всего два кандидата, председатель Сейма и исполняющий обязанности президента Альгирдас Бразаускас, лидер Демократической партии труда Литвы, и независимый кандидат Стасис Лозорайтис, поддержанный движением Саюдис и рядом других политических партий.

## Предвыборная кампания
Фаворитом предвыборной кампании считался А. Бразаускас, партия которого сенсационно выиграла парламентские выборы в октябре 1992 года, получив более половины мест в Сейме. После провала Саюдиса на выборах в парламент его лидер Витаутас Ландсбергис принял решение снять свою кандидатуру в пользу литовского дипломата Стасиса Лозорайтиса. В поддержку посла Литвы в США выступили также лидеры польского меньшинства. На парламентских выборах поляки поддержали трудовиков, но после их сокрушительной победы многие из них было обеспокоены доминированием экс-коммунистов. Возглавил предвыборный штаб Лозорайтиса американский эколог литовского происхождения Валдас Адамкус, позднее дважды избиравшийся президентом. В пользу Бразаускаса было то, что его соперник почти всю свою жизнь провёл в Италии и США, представляя правительство Литвы в изгнании при Святом Престоле и в Вашингтоне. Из-за «железного занавеса» работа Лозорайтиса была мало известна в Литве, в то время как лидера трудовиков в стране хорошо знали ещё с советских времён.
Предвыборная кампания продолжалась три недели. Лозорайтис делал ставку на свой опыт в дипломатии и знание международной политики, в то время как оппоненты называли его иностранцем, не понимающим текущую ситуацию в Литве и зависящим от непопулярного Саюдиса. В отличие от него Бразаускас предпочёл сосредоточиться на решении экономических проблем, обещая обеспечить плавный переход от плановой экономики к свободному рынку. Неудивительно, что лидер трудовиков одержал уверенную победу, особенно его отрыв был велик в районах проживания русского и польского меньшинств. В Шальчининкайском районе за Бразаускаса проголосовали 88,9 % избирателей, в Вильнюсском — 83,2 %. Лозорайтис сумел опередить своего соперника только в Каунасе (54,7 %) и Каунасском районе (51,5 %). Наиболее высокая явка избирателей была зарегистрирована в Бирштонасе, Неринге, Паланге, Купишкском, Рокишкском и Вилкавишкском районах — более 85 % граждан имеющих право голоса. Среди литовцев проживающих за рубежом за Лозорайтиса отдали свои голоса 83,1 % пришедших на выборы, в то время как за Бразаускаса проголосовали 15,2 % иностранные избирателей.
25 февраля 1993 года состоялась инаугурация первого в постсоветской истории Литвы президента. В мае того же года, всего через несколько месяцев после выборов, Бразаускас переназначил Лозорайтиса послом в США, несмотря на обвинения в политизации этого вопроса.

## Результаты
| № | Кандидат                | Партия                             | Голосов   | %     |
| - | ----------------------- | ---------------------------------- | --------- | ----- |
| 1 | Альгирдас Бразаускас    | Демократическая партия труда Литвы | 1 212 075 | 60,03 |
| 2 | Стасис Лозорайтис       | независимый                        | 772 922   | 38,28 |
|   | Недействительные голоса | Недействительные голоса            | 34 016    | 1,68  |
|   | Всего                   | Всего                              | 2 019 013 | 78,07 |